# Allen Park (Míchigan)
Allen Park es una ciudad ubicada en el condado de Wayne en el estado estadounidense de Míchigan. En el Censo de 2010 tenía una población de 28210 habitantes y una densidad poblacional de 1.544,74 personas por km².

## Geografía
Allen Park se encuentra ubicada en las coordenadas 42°15′34″N 83°12′37″O / 42.25944, -83.21028. Según la Oficina del Censo de los Estados Unidos, Allen Park tiene una superficie total de 18.26 km², de la cual 18.14 km² corresponden a tierra firme y (0.67%) 0.12 km² es agua.

## Demografía
Según el censo de 2010, había 28210 personas residiendo en Allen Park. La densidad de población era de 1.544,74 hab./km². De los 28210 habitantes, Allen Park estaba compuesto por el 92.89% blancos, el 2.14% eran afroamericanos, el 0.52% eran amerindios, el 0.81% eran asiáticos, el 0.03% eran isleños del Pacífico, el 2.03% eran de otras razas y el 1.58% pertenecían a dos o más razas. Del total de la población el 8.06% eran hispanos o latinos de cualquier raza.

## Educación
Las Allen Park Public Schools (EN) gestiona escuelas públicas en la mayoría de la ciudad. Melvindale-Northern Allen Park Public Schools sirve la zona norte de la ciudad. Southgate Community School District (EN) sirve la zona muy sud de la ciudad.